# St. Johannes Baptist (Neheim)

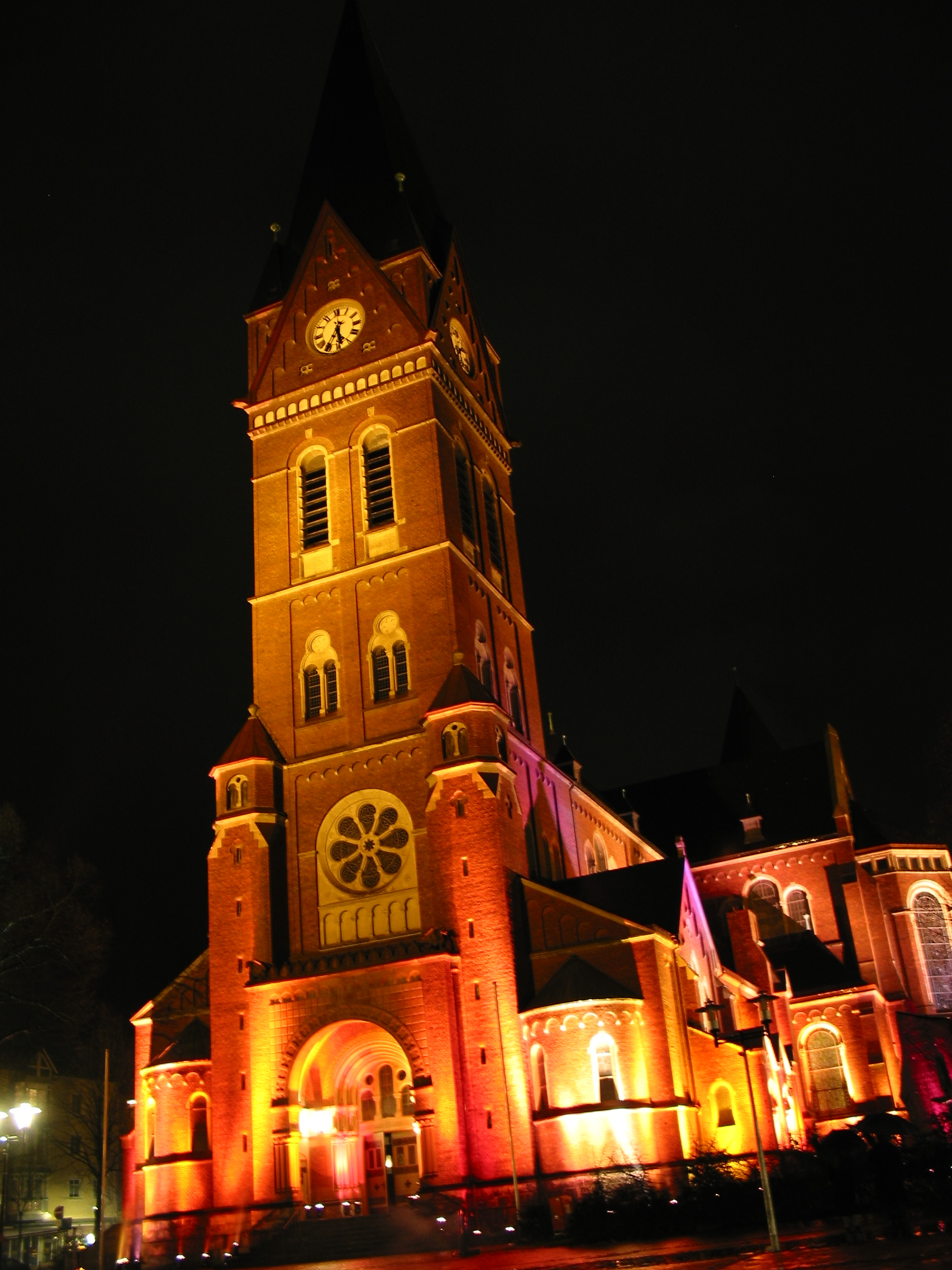
St. Johannes Baptist in Neheim: „Sauerländer Dom“ bei Nacht

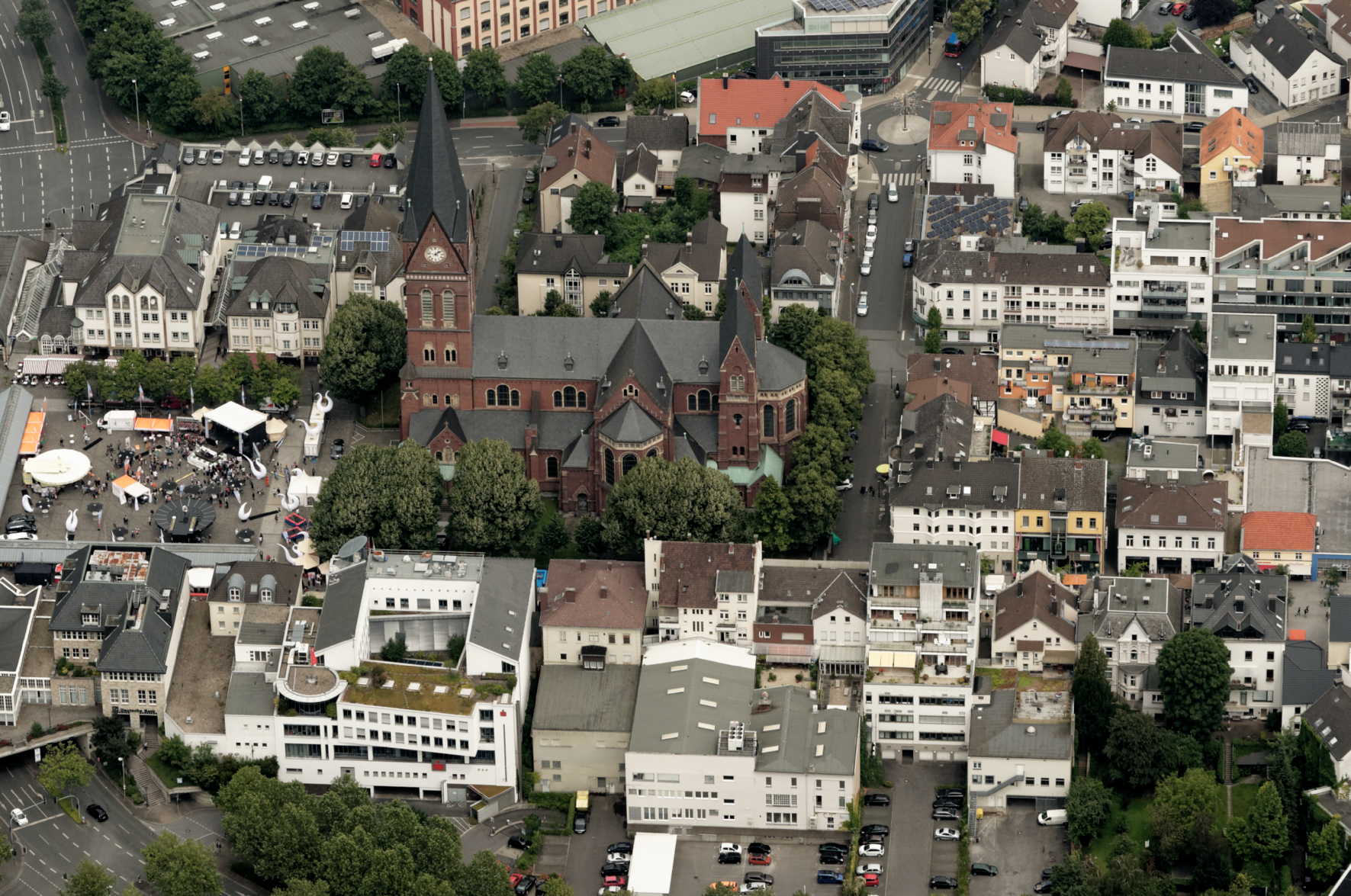
Neheimer Markt mit St. Johannes-Baptist (Luftaufnahme, 2014)

Die katholische Pfarrkirche St. Johannes Baptist in Arnsberg-Neheim wird umgangssprachlich wegen ihrer Dimension auch „Sauerländer Dom“ genannt. In Attendorn existiert ebenfalls ein Gotteshaus mit diesem Beinamen. Kirchenpatron ist in beiden Städten Johannes der Täufer.

## Geschichte

### Schinkelbau
Eine Kirche ist für Neheim für 1294 bezeugt. Nachdem diese durch einen Brand zerstört worden war, kam es 1673 zu einem Neubau. Im April 1807 brannte Neheim bis auf wenige Häuser ab. Dabei ging auch die Kirche verloren. Diese lag im Bereich der heutigen Mendener Straße in der Nähe der Möhne.
Es dauerte längere Zeit, bis es zu einem Neubau kam. Dies hing auch damit zusammen, dass der Wiederaufbauplan eine deutliche Vergrößerung der Stadtfläche und ein rechtwinkliges Straßennetz vorsah. Etwa in der Mitte am heutigen Marktplatz war auch eine Fläche für eine neue Kirche und das Rathaus vorgesehen. Bis zum Bau einer neuen Kirche gab es nur eine mit Stroh gedeckte Notkirche. Außerdem wurden zwei kleinere Kapellen genutzt.

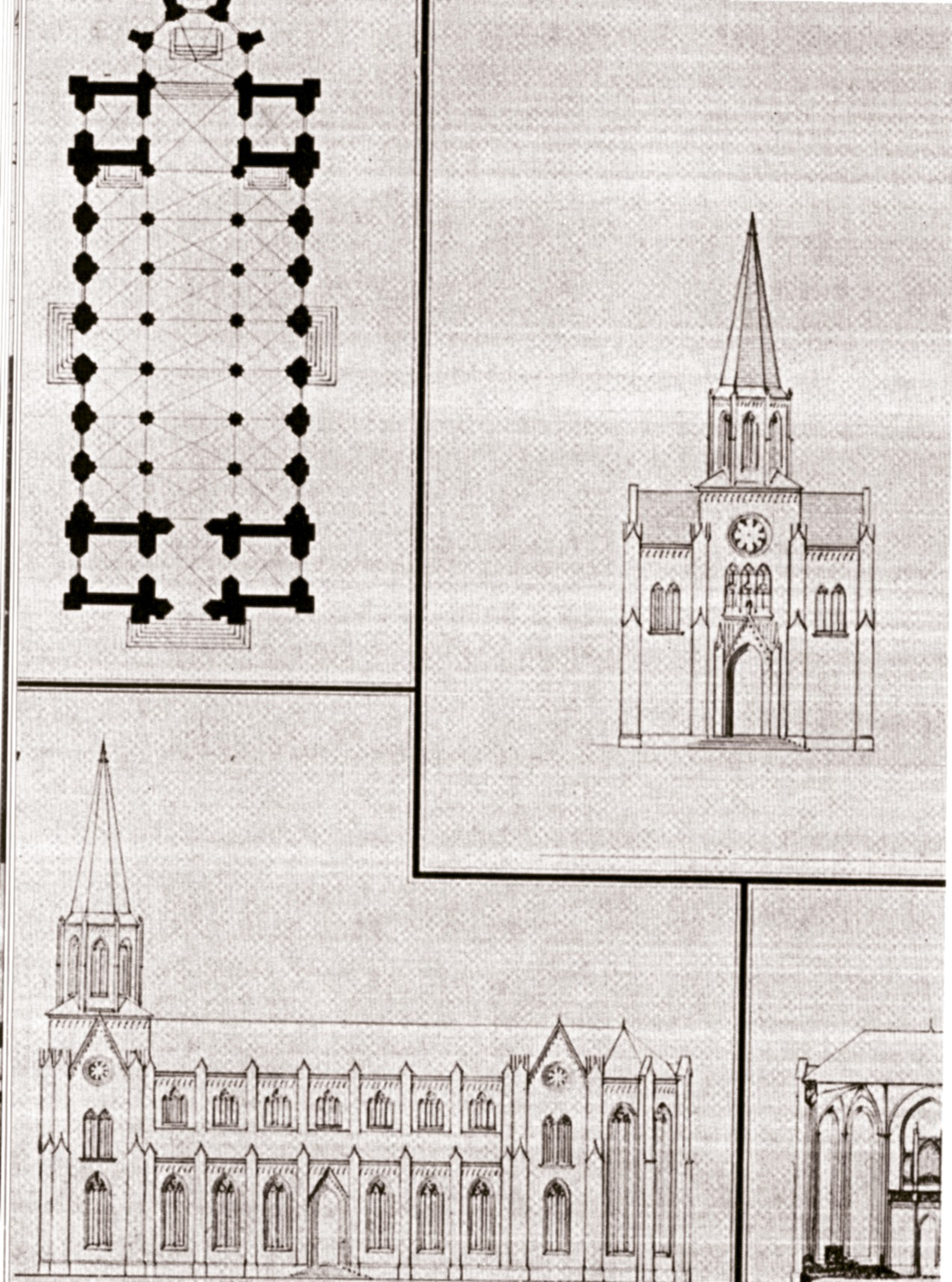
Erster Entwurf von Karl Friedrich Schinkel für die Kirche (1817)
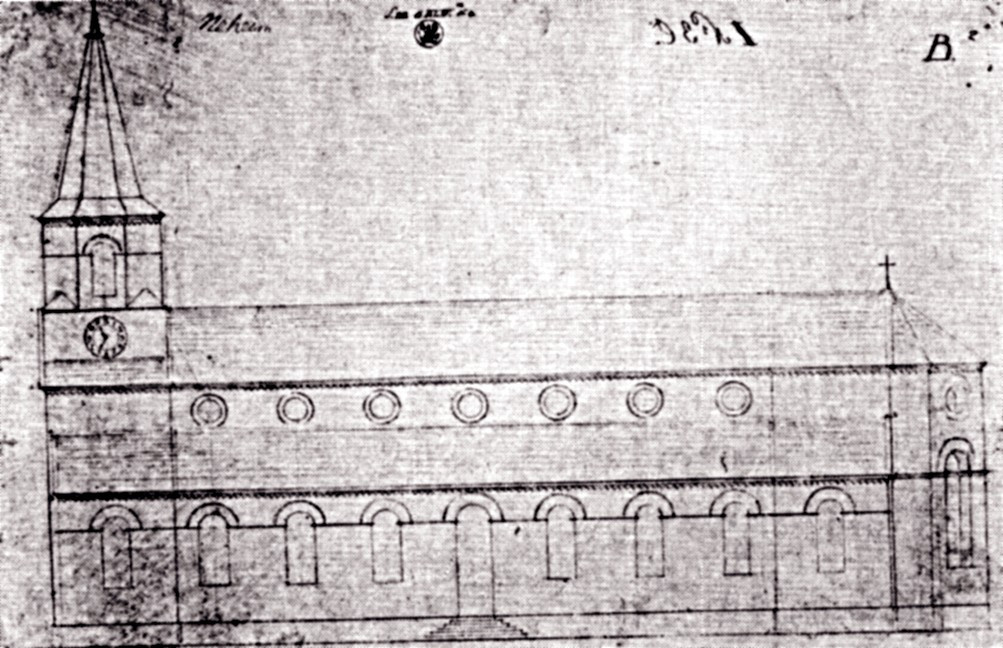
Ausführungsentwurf für die Kirche Zeichnung von Ernst Vincenz Plassmann nach dem Korrekturentwurf von Karl Friedrich Schinkel (1819/1820)

Erste Entwürfe im klassizistischen Stil für eine neue Kirche stammten 1808 von dem Geometer Eigenbroth. Aber erst 1815 kam es zu einer Grundsteinlegung nach Entwürfen von Ernst Plassmann. Der Bau wurde nicht vollendet, weil die neue preußische Regierung den Bau für zu klein dimensioniert hielt. Der Streit um die Kirchenbaupflicht verzögerte den Bau weiter. Inzwischen wurden seit 1813 verschiedene Pläne für einen Neubau angefertigt. Darunter war 1817 ein neuer Entwurf von Plassmann. 
Die Pläne fanden keine Zustimmung der Oberbauinspektion unter Karl Friedrich Schinkel. Dieser machte seinerseits Entwürfe, sah sich aber gezwungen, diese mehrmals zu ändern. Dabei wurden die Entwürfe aus Kostengründen immer einfacher. Im Ausführungentwurf waren dann auch die spitzbogigen Fenster Rundbögen gewichen. Obwohl die Planungen noch nicht endgültig abgeschlossen worden waren, wurde 1819 der Grundstein gelegt. Erst 1822 konnte der Bau vollendet werden. Die beiden ersten Entwürfe Schinkels gelten als die ersten neugotischen Kirchenentwürfe in Westfalen. Allerdings kamen auch klassizistische Bauelemente zum Tragen. Die im Stil einer Pfeilerbasilika errichtete Kirche wies eine Fläche von 432 m² auf und bot Platz für 500 Menschen. Überragt wurde der Bau von einem großen Dachreiterturm.

### Neubau seit 1893
Wegen der außerordentlich starken Bevölkerungszunahme wurde bereits kurze Zeit später eine größere Kirche notwendig. Das heutige Kirchengebäude sollte in zwei Bauabschnitten nach Entwürfen der Architekten Carl Rüdell und Richard Odenthal aus Köln errichtet werden. Im ersten Bauabschnitt wurden zwischen April 1892 und November 1893 Kreuzschiff, Chor und zwei Osttürme als Erweiterung der bestehenden Kirche von 1822 gebaut.
Nach einer 17-jährigen Unterbrechung wurden im zweiten Bauabschnitt zwischen 1910 und 1913 anstelle der 1822 fertiggestellten Kirche das Langhaus und der Westturm errichtet. Die Konsekration der Pfarrkirche fand am 7. Juli 1913 statt.
In der Folgezeit wurden verschiedene Renovierungen durchgeführt. Eine umfassende Außen- und Innensanierung erfolgte von 2000 bis 2004.

## Beschreibung

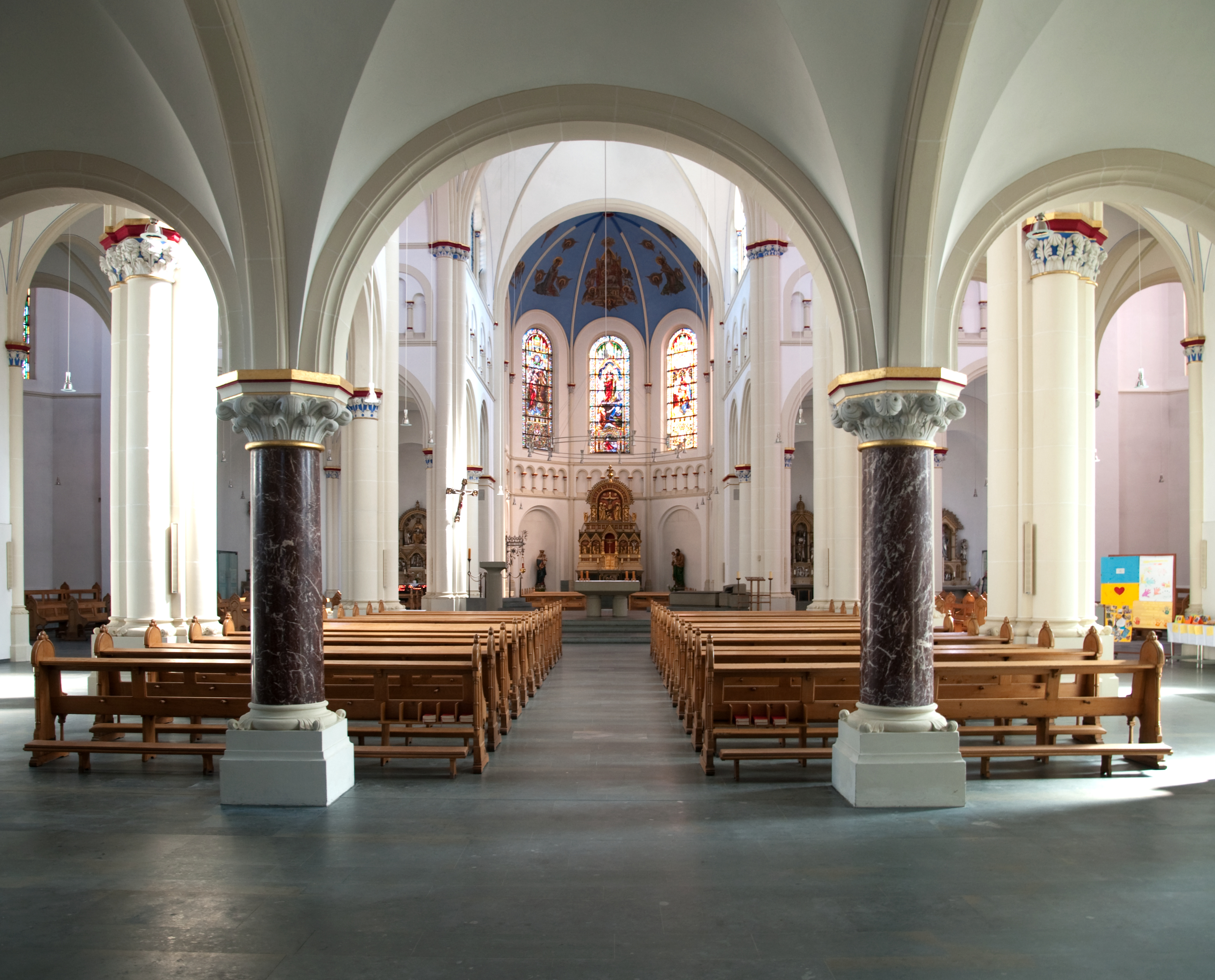
Innenansicht vom Hauptportal

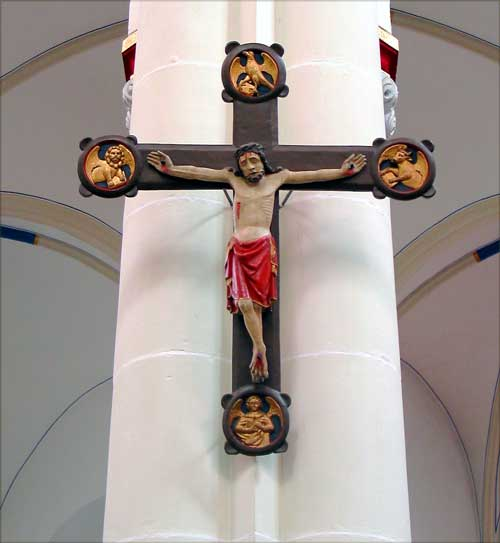
Triumphkreuz

Die St.-Johannes-Kirche ist eine dreischiffige Basilika in neuromanischem Stil. Sie besitzt ein Kreuzschiff, einen West- und zwei Osttürme. Die Länge der Kirche beträgt 67 Meter, einschließlich Mauer und Treppe 75 Meter, die Breite 44 Meter und die lichte Höhe des Mittelschiffes 20,5 Meter. Die beiden Osttürme messen je 41 Meter, der Westturm (mit Kreuz und Hahn) 83 Meter.

## Ausstattung
Die Kirche verfügt über einen reichen Schatz an Kunstwerken bzw. Kunstgegenständen. Einige der Kunstgegenstände, wie etwa eine Hostiendose aus dem 16. Jahrhundert, Monstranzen und Messgewänder aus der Renaissancezeit werden im Diözesanmuseum zu Paderborn ausgestellt.
Das älteste und wertvollste Kunstwerk der Kirche ist das Triumphkreuz, das Ende des 13. Jahrhunderts bzw. zu Beginn des 14. Jahrhunderts gefertigt wurde. Es ist aus Eichenholz und trägt die Symbole der vier Evangelisten an den Kreuzenden.
In der Kirche befinden sich sieben Altäre: der Hochaltar von 1893, der Marienaltar von 1894, Johannesaltar von 1894, der Barbara-Altar, der Herz-Jesu-Altar sowie der Zelebrationsaltar. Im Rahmen der letzten Innenrenovierung wurde im Chorraum zwischen Zelebrations- und Hochaltar eine Werktagskirche mit einem eigenen kleinen Altar eingerichtet.
Der Herz-Jesu-Altar enthält das Kreuzostensorium, ein monstranzähnliches Gerät für die Zurschaustellung der Kreuzreliquie. Es stammt aus der zweiten Hälfte des 19. Jahrhunderts. Etwa 1780 erhielt die Johanneskirche die Kreuzreliquie aus dem kaiserlichen Schatz zu Wien. Dort soll ein echtes, größeres Stück des Kreuzes Jesu sein. Die Kreuzpartikel befinden sich in einer ovalen silbernen Kapsel, die 1779 angefertigt wurde. Das Altarbild wurde von dem Neheimer Maler Ritterbach geschaffen. Es zeigt im Hintergrund die Johanneskirche mit Westturm und das ehemalige Rathaus sowie Porträts Neheimer Bürger.
Bemerkenswert ist auch die Sixtinische Madonna, ein Gemälde, das dem Maler Raffael nachempfunden ist, und ein Geschenk des Kronprinzen von Preußen ist.
Die Stationsbilder des Kreuzweges wurden 1881 von dem Münchner Maler Franz Krombach gefertigt. Sie befanden sich bis 1979 in St. Marien, Kamen-Methler.

## Orgel
1929 wurde nach mehr als einjähriger Bauzeit eine der bis heute größten Orgeln der Erzdiözese Paderborn und seinerzeit eines der größten Instrumente im Lande fertiggestellt. Die Firma Anton Feith in Paderborn (ehemals Eggert Orgelbau-Anstalt – heute Orgelbau Sauer & Heinemann, Höxter) hatte sie nach dem Vorbild der kurz zuvor erbauten Paderborner Domorgel geschaffen. 58 Register waren auf drei Manuale und Pedal der Hauptorgel im Westturm verteilt, 14 Register bilden bis heute unverändert das Fernwerk über dem Gewölbe vor dem Hochchor. Die Orgel wurde wiederholt restauriert und umgebaut. 1984 wurde im Zuge eines größeren Umbaus das Konzept der Unterbringung der gesamten Hauptorgel in einem Generalschweller aufgegeben und das Instrument aus dem Turm heraus auf die Empore vorgezogen. Das Fernwerk blieb weiter unberührt. 1991 wurde eine Setzeranlage mit 256 Kombinationen eingebaut. Im Zuge dieser Maßnahme wurde das Innenleben des Spieltisches aufgegeben. 2013 erfolgte durch das Orgelbauunternehmen Krawinkel die nächste Restaurierung und Rekonstruktion von Teilen der Feith-Orgel.
Das gesamte Orgelwerk umfasst 74 klingende Register, die sich auf vier Manuale und Pedal verteilen. Das Pfeifenwerk steht auf elektro-pneumatischen Kegelladen.
| I Hauptwerk C–g3 |             |         |
| 01.              | Prinzipal   | 16′     |
| 02.              | Prinzipal   | 08′     |
| 03.              | Fugara      | 08′     |
| 04.              | Salicional  | 08′     |
| 05.              | Flaut major | 08′     |
| 06.              | Tibia       | 08′     |
| 07.              | Quinte      | 05 1⁄3′ |
| 08.              | Octave      | 04′     |
| 09.              | Rohrflöte   | 04′     |
| 10.              | Septime     | 02 ⁄7′  |
| 11.              | Octave      | 02′     |
| 12.              | Cornett IV  | 04′     |
| 13.              | Mixtur V-VI | 02 ⁄3′  |
| 14.              | Zymbel III  | 01′     |
| 15.              | Trompete    | 16′     |
| 16.              | Trompete    | 08′     |
|                  | Tremulant   |         |

| II Oberwerk C–g3 |                  |         |
| 17.              | Grobgedackt      | 16′     |
| 18.              | Prinzipal major  | 08′     |
| 19.              | Gamba            | 08′     |
| 20.              | Gemshorn         | 08′     |
| 21.              | Liebl. Gedacht   | 08′     |
| 22.              | Labialklarinette | 08′     |
| 23.              | Holzpfeife       | 04′     |
| 24.              | Violine          | 04′     |
| 25.              | Quinte           | 01 ⁄3'  |
| 26.              | Sesquialtera II  | 02 ⁄3′0 |
| 27.              | Mixtur V         | 02'     |
| 28.              | Dulziana         | 08′     |
| 29.              | Rohrschalmei     | 04′     |
|                  | Tremulant        |         |

| III Schwellwerk C–g3 |                 |         |
| 30.                  | Bordun          | 16′     |
| 31.                  | Geigenprincipal | 08′     |
| 32.                  | Aeoline         | 08′     |
| 33.                  | Vox coelestis   | 08′     |
| 34.                  | Quintatön       | 08′     |
| 35.                  | Doppelflöte     | 08′     |
| 36.                  | Konzertflöte    | 04′     |
| 37.                  | Geigenpraestant | 04′     |
| 38.                  | Quintflöte      | 02 ⁄3′  |
| 39.                  | Flageolett      | 02′     |
| 40.                  | Terzflöte       | 01 3⁄5′ |
| 41.                  | Glöckchen       | 01′     |
| 42.                  | Flötencornett 0 | 04′     |
| 43.                  | Mixtur V        | 02 ⁄3′  |
| 44.                  | Fagott          | 16′     |
| 45.                  | Oboe            | 08′     |
| 46.                  | Clairon         | 04′     |
|                      | Tremulant       |         |

| IV Fernwerk C–g3 |                  |         |
| 47.              | Stillgedackt     | 16′     |
| 48.              | Prinzipal major  | 08′     |
| 49.              | Viola d’amour    | 08′     |
| 50.              | Bratsche         | 08′     |
| 51.              | Nachthorn        | 08′     |
| 52.              | Echogedackt      | 08′     |
| 53.              | Quintflöte       | 05 1⁄3′ |
| 54.              | Fugara           | 04′     |
| 55.              | Echoflöte        | 04′     |
| 56.              | Harfe            | 04′     |
| 57.              | Terzflöte        | 01 3⁄5′ |
| 58.              | Progressio III-V | 02 ⁄3′  |
| 59.              | Echotrompete     | 08′     |
| 60.              | Vox humana       | 08′     |

| Pedal C–f1 |                            |         |
|            | Kontrabass (= Nr. 61 + 66) | 32′     |
| 61.        | Prinzipalbass              | 16′     |
| 62.        | Violon                     | 16′     |
| 63.        | Harmonicabass0             | 16′     |
| 64.        | Subbass                    | 16′     |
| 65.        | Zartbass                   | 16′     |
| 66.        | Quintbass                  | 10 2⁄3′ |
| 67.        | Oktavbass                  | 08′     |
| 68.        | Cello                      | 08′     |
| 69.        | Choralbass                 | 04′     |
| 70.        | Flötbass                   | 04′     |
| 71.        | Oktave                     | 02′     |
| 72.        | Hintersatz V               | 02 ⁄3′  |
| 73.        | Posaune                    | 16′     |
| 74         | Bassetthorn                | 08′     |

- Koppeln:

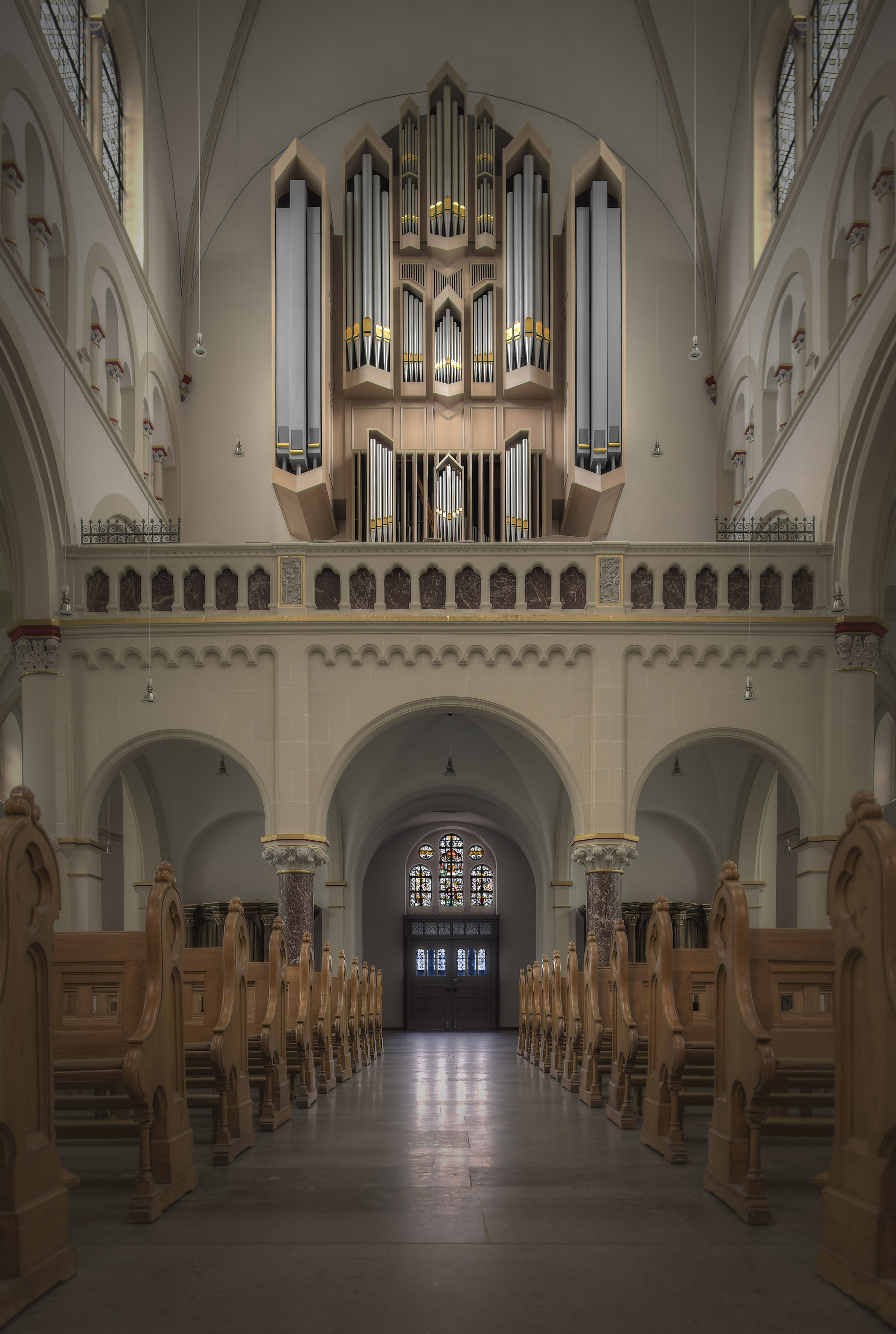
Feith-Orgel

  - Normalkoppeln: II/I, III/I, III/II, IV/I, IV/II, IV/III, I/P, II/P, III/P, IV/P
  - Suboktavkoppeln: II/I
  - Superoktavkoppeln: III/P
- Spielhilfen: 3 Feste Kombinationen:  (mF, F. FF), 2 freie Kombinationen, Crescendowalze, Absteller Koppeln, Oktavkoppeln, Fernwerk und Zungen, Einzelabsteller für sämtliche Zungen, Mixturen, Cornette, Sesquialtera sowie Manual-16′-Register

## Glocken
Im Rahmen der Sanierung, die von 2000 bis 2004 stattfand, wurde im Jahre 2001 auch der Glockenstuhl erneuert. Die Glocken wurden überholt und auf acht Glocken ergänzt. Nach den Änderungen wird der direkte Schall der Glocken in die Ferne getragen, während der Schall in der Umgebung der Kirche gedämpft wird.
| Nr. | Name                               | Gussjahr | Gießer, Gussort               | Gewicht (kg) | Nominal (16tel) |
| 1   | Christusglocke                     | 2001     | Hans August Mark, Brockscheid | 7283 kg      | fis0 +3         |
| 2   | Hermann-Joseph (Gussstahlglocke)   | 1920     | Bochumer Verein               | 2630 kg      | ais0 +4         |
| 3   | Maria (Gussstahlglocke)            | 1920     | Bochumer Verein               | 1490 kg      | cis1 +1         |
| 4   | Johannes Baptist (Gussstahlglocke) | 1920     | Bochumer Verein               | 1100 kg      | e1 +4           |
| 5   | Apollonia (Gussstahlglocke)        | 1920     | Bochumer Verein               | 830 kg       | fis1 ±0         |
| 6   | Große Uhrglocke                    | 2001     | Hans August Mark, Brockscheid | 73 kg        | ais2 +3         |
| 7   | Kleine Uhrglocke                   | 2001     | Hans August Mark, Brockscheid | 44 kg        | cis3 +4         |
| 8   | Wandlungsglocke                    | 1790     | J. R. Voict                   | 75 kg        | g2 +1           |

## Pfarrgemeinde St. Johannes
Die Pfarrgemeinde St. Johannes Baptist Neheim und Voßwinkel hat heute etwa 15.500 Gemeindemitglieder. Die Pfarrgemeinde wurde zum 1. Januar 2013 neu gegründet. Zur Pfarrgemeinde gehören neben der Kirche St. Johannes Baptist auch die Kirchen St. Joseph Bergheim, St. Isidor Bachum, St. Michael Neheim, St. Elisabeth Moosfelde, St. Franziskus Müggenberg-Rusch und St. Urbanus Voßwinkel.
Seit 1989 bzw. 1990 besteht eine offizielle Partnerschaft mit der Pfarrgemeinde St. Jean-Baptiste Rechèvre im französischen Chartres. In der Kirche St. Jean-Baptiste wurde Abbé Franz Stock beigesetzt. Abbé Franz Stock (* 21. September 1904 in Neheim; † 24. Februar 1948 in Paris) stammt aus der Pfarrgemeinde St. Johannes. Er war katholischer Priester und während der deutschen Besatzungszeit im Zweiten Weltkrieg Seelsorger der Gefängnisse von Paris und der Hinrichtungsstätte auf dem Mont Valerien. Er gilt als ein Wegbereiter der Deutsch-Französischen Freundschaft.